# Attempto Racing
L' Attempto Racing une écurie de sport automobile allemande fondée en 2006 par Arkin Ak. Elle participe à différents championnats tels que la Porsche Supercup, la Porsche Carrera Cup, l'ADAC GT Masters et le GT World Challenge Europe.

## Histoire
En 2023, l'Attempto Racing commence sa saison en participant au 12 Heures d'Abou Dabi, en engageant une Audi R8 LMS Evo II. Après cette course, elle prend la direction du Dubaï Autodrome afin de participer aux 24 Heures de Dubaï,. À la suite de cela, l'écurie reste dans la région et pour la première fois participe à un championnat badgé ACO en engageant une Audi R8 LMS Evo II dans l'Asian Le Mans Series 2022. Une fois ce championnat terminé, elle rentre en Europe et annonça une participation au championnat Deutsche Tourenwagen Masters et GT World Challenge Europe.
En 2023, l'Attempto Racing engage trois Audi R8 LMS Evo II dans le championnat GT World Challenge Europe. Deux d'entre elles sont engagées sous l'entité Tresor Attempto et une sous l'entité Tresor Orange 1.

## Pilotes
- Alex Aka (en) (2022-2023)
- Pietro Delli Guanti (en) (2022-2023)
- Mattia Drudi (en) (2023)
- Luca Engstler (2022)
- Ricardo Feller (en) (2022-2023)
- Kikko Galbiati (2023)
- Finlay Hutchison (2022-2023)
- Dennis Marschall (en) (2022-2023)
- Andrey Mukovoz (2023)
- Patric Niederhauser (2023)
- Lorenzo Patrese (2023)
- Dylan Pereira (2023)
- Juuso Puhakka (fi) (2022)
- Nicolas Schöll (2022)
- Florian Scholze (2022)
- Pieter Schothorst (nl) (2022)
- Kim-Luis Schramm (en) (2022)
- Murod Sultanov (2022)
- Dries Vanthoor (2022)
- Markus Winkelhock (2022)
- Marius Zug (en) (2022)